# Засекин, Фёдор Михайлович
Князь Фёдор Михайлович Засекин (Жировой-Глазатово) — воевода Русского царства.

## Биография
В 1584 году князь Фёдор Михайлович Засекин был воеводой в Кинешме.
В 1610 году, после низложения царя Василия Ивановича Шуйского Захар Ляпунов с тремя князьями — Засекиным, Тюфякиным и Мерином-Волконским, еще с несколькими людьми и с монахами Чудова монастыря отправились во дворец и объявили Шуйскому, что для успокоения народа он должен совершить постриг.
Многие, в том числе и князь Засекин, перешли в лагерь Самозванца, но 26 августа того же года покинули его и присягнули польскому королевичу Владиславу. При тогдашнем положении дел это было важным событием, и боярин князь Фёдор Иванович Мстиславский в окружной грамоте от 4 сентября в сибирские города перечислил всех главных лиц: «Воровские советники: князь Олексей Ситцкой, Олександро Нагой, Григорий Сунбулов, Фёдор Плещеев, князь Фёдор Засекин, да дьяк Петр Третьяков и всякие служивые и неслуживые люди вину свою Государю королевичу принесли.»